# Weekend Love
Weekend Love este o piesă  ce urma să fie lansată ca un single al formației de origine britanică Spice Girls aflată pe albumul Forever. Lansarea single-ului a fost amânată de către Melanie B, Emma Bunton, Victoria Beckham și Melanie C datorită deciziei acestora de a anula toate planurile făcute pentru albumul Forever.